# パックワールド
『パックワールド』は、ゲーム『パックマン』シリーズを原作としたCGアニメ。北米では2013年6月15日から『Pac-Man and the Ghostly Adventures』の原題タイトルで放送。日本では2014年4月5日から放送。
パックマン30周年プロジェクトの一環として制作された。

## あらすじ
メイズ・ハイスクールに通うパックは普段は食いしん坊でニキビに悩むごく普通のティーンエージャーの少年。しかし、その正体はゴーストを食べることが出来る、伝説の黄色い者である。ある日、巨大な迷路であるMAZE 256を彷徨っていたところ、自身のちょっとしたミスがきっかけで、ゴースト達をネザーワールドに封じ込めていた扉を開いてしまう。ゴーストを食べられるパックはネザーワールドの支配者・ビトレイアスの陰謀からパックワールドを救うために彼の友人であるスパイラルやシリンドリアと共にゴーストに立ち向かう。そして戦いの中でパックは、自分の生い立ちや自らの使命を知ることになる。3人を待ち受ける運命とは…。

## 登場人物
声は英語版の声優がある場合のみに限り日本語版 / 英語版の順に記載。日本語版のキャスティングの大半が今作のキャスティング協力を務める賢プロダクション所属者で占められる。
ディズニーXDでは、デュアルステレオで放送されている。
日本版の声優の名前の横にある☆は賢プロダクション以外の声優を示す。
パック、ビトレイアス四人衆以外は全てオリジナルキャラクターである。

### 主要人物
パック/パックマン（Pac-Man）
声 - 寺崎裕香☆（赤子時代 - 杉浦奈保子） / エリン・マシューズ （英語版）
本作の主人公。通称「パッキー」または「パックスター」。「黄色い種族」の最後の生き残り。性格は陽気で熱血漢。第2話で一度ゴーストたちによって奪われた生命の樹を取り戻したことにより、スフィロスから「パックマン」の名が与えられた。作中では「ブヨブヨお腹」、「ポッチャリ」と言われていることから、人間でいうとやや肥満体である。その割には運動神経はよく、パックポンではスパイラルと互角のラリーを見せた。舌がかなり長く、器用である。体をボール状にして跳ねて移動することも可能。かなりの大食いで、ランチルームの食べ物を全て平らげてしまい、そのせいでスパイラルと共にランチルームを追い出されたり、クラスメイトに迷惑をかけることもしばしばある。また、食べ物の誘惑にも弱く、食べ物を見ただけですかさず食べてしまう（いわゆる条件反射）。歌が絶望的に下手。アメリカのアニメーションではよくある光景だが、ゲップなどの下品な行動が目立つ。行方不明の両親をかなり気にしており、このときは食べ物にも釣られなかった。両親とは一度タイムスリップして再会したものの、現時点では消息不明（パッキネーターに殺された可能性が高い）。第50話でパッケンシュタイン博士の策略で体を奪われ、パック自身はパッケンシュタイン博士の脳みそと入れ替えられたが、第51話でパッキュラ伯爵の体を経て元に戻った。体色は前述の通り黄色。
パワーベリーによって変身した姿
- アイスパック
第1話で初登場。アイスブレスで凍らせることができる。大気圏突入も可能。作中で変身する回数が最も多い。ベリーの味はパッケンシュタイン博士曰く「クールミント」。
- パックジラ
第4話で初登場。巨大化することができる。このパワーベリーは通常のサイズよりかなり大きい。名前は「パック」+「ジラ（巨大怪獣）」より。
- メタルパック
第5話で初登場。マグネットパワーでゴーストをまとめて食べることができる。電磁波を発せられる。水中で使うと自力で動けなくなり錆びてしまう。
- バルーンパック
第7話で初登場。風船のように大きく膨らむことができる。放屁の放出で体が元の大きさに戻る。パックはスモールベリーだと勘違いして食べてしまった。
- カメレオンパック
第9話で初登場。カメレオンの力で、舌を伸ばして遠くのゴーストを食べることができる。周囲の景色に溶け込むことも可能。第28話でパッキュラ伯爵の目を避けるために目隠しとして頭のカメレオンゴーグルが利用された。
- ファイアーパック
第11話で初登場。炎の力で、ファイアーボールを投げたり、火を吐いたりして攻撃する。
- スピンパック
第12話で初登場。下半身が独楽のようになり、回転しながら素早く移動できる。空を飛ぶことも可能。
- ストーンパック
第15話で初登場。巨大な岩になって、転がって攻撃することができる。
- プラネットパック
第18話で初登場。巨大な惑星になる。他のベリーとは異なり時間経過ではなく、スモールベリーを使えば元に戻れる。
- スモールパック
第18話で初登場。スモールベリーを食べると体が小さくなる。パックがプラネットパック、オオカミフットになった時に食べると元に戻る効果がある。第47話で魔性の入れ歯をパックの口から離れさせる時にも利用された。
- 魔法使いパック
第21話で初登場。カンファランスが発明したベリーで食べると魔法使いになり、魔法を扱うことができる。
- パックコング
第22話で初登場。ベリーはパカザウルスが生きていた原始時代から存在している。食べると巨大なゴリラに変身し、恐竜など巨大な敵と戦うことができる。力持ちで強力なパンチが武器。パックの体を借りたパッケンシュタイン博士が使用して変身した時は中くらいの大きさだった。カラーリングは肌が灰色で毛色は薄い黄土色。
- スパイダーパック
第30話で初登場。クモに変身して糸を吐く。本物の虫に近い姿をしているので、スパイラルとシリンドリアからは「一番なりたくないもの」と言われるほど気持ち悪がられている。糸の粘着力はスキーボの口が剥がされてしまうほど強力。第50話でシリンドリアが変身した。
- ブレインパック
第31話で初登場。食べると知恵を得られて頭が良くなる。食べたパックは知恵を得た他、きちんと整った黒髪と出っ歯が生え、眼鏡をかけ、水玉柄の赤い蝶ネクタイを付け、黒い靴を履いたインテリな科学者風の外見になっていた。カンファランスが発明したベリーで「知恵が必要になった時、パズルの箱を開けてベリーを飲み込め」というメモを残していた。第50話でパックがパッキュラ伯爵の体で食べたことで脳みそと一緒に頭が段々大きくなり、パッケンシュタイン博士を押しつぶして倒した。
- スペシャルパック
第36話で初登場。食べるとパックの体が光り、ゴースト達を一瞬で目玉に変えた。スペシャルベリーはメリー・ベリー・デーにしか出てこない特別なパワーベリーで、生命の樹の頂上に現れる。ベリーの大きさはパックの身長と同じ。
- デジタルパック
第48話に登場。Wi-Fiベリーはカンファランスがスモールベリーの分子構造を変えて開発した。食べるとコンピュータのネットワークの中に入り込むことができる。食べたパックの体は四角くなり、デジタル化し、ピクセルになる。パックがウイルスに感染するのを避ける為、食べる前に免疫薬を付けてもらった。
- コンボベリー
第48話でカンファランスがパックに送るベリーを選んでいる最中にグラインダーがせかしてあやまってボタンを押したことで混ざったコンピューターベリー。アイスパック、メタルパック、スピンパックに変身した。名前はカンファランスがごまかす為に適当に付けた。
- フランケンシュタインパック
第51話で初登場。食べると外見がフランケンシュタインになり、両手から電流を流して相手を痺れさせる。パックが第28話と第39話で仮装していたハロウィンの衣装がモデルだが、銀色のカラーリングに紫が含まれている。パックの体を借りたパッケンシュタイン博士が使用した。

スパイラル（Spiral）
声 - 勝杏里 / サムエル・ビンセント
パックのクラスメイトで、大親友。大柄な体格で、生命の樹を一人で軽々持ち上げられるほどの力持ち。喧嘩もスキーボより強い。パック同様大食いだが、パックには劣る上にゴーストは食べられない。ハーモニカが吹けるが、音痴である。学習成績はあまり良くない。減らず口でうっかり秘密など余計なことを喋ってしまう。また彼が悪い状況を考えて喋るとさらに状況が悪化する。3人の中で唯一家族が登場していないが、両親はイースター・エッグのペイントをする仕事をしており、スパイラル自身は新しいデザインを考えるときの彼らの実験台にされている。森が嫌いで、昆虫類が苦手。母親からは愛称で「スパイラルトン」と呼ばれており、第51話で幼少時の彼にサンタク・パックの恰好をさせて喜ばせた。第33話に登場した70年後の姿は頭に毛糸のニット帽子を被っており、腰痛持ち。
体色は赤。
シリンドリア（Cylindria）
声 - 稲川英里 / アンドレア・リブマン
本作のヒロイン。パックのクラスメイト。通称「シリー」。ツインテールに赤い眼鏡が特徴の少女。黒髪にピンクのメッシュがある。勝気な性格で、頭は切れ、いつもおっちょこちょいなパックをサポートしてくれる。学習成績も優秀。スキーボとは恋人関係だったが破局（その後も関係を続けるつもりはないらしい）。ピンキーをライバル視しているが、時には意気投合することもあり、完全に嫌っているわけではない。スフィーリアを尊敬しており、彼女の前だと興奮状態になる。生徒会長の選挙ではブレイシスに推薦され、自身もスキーボに負けたくないと考え推薦を受けるが、最終的には自身を懸命にサポートしてくれたブレイシスを生徒会長に推薦し、当選を果たした。両親や祖母（後述）はかなり派手な格好をしている。実家がツリーハウスであることが判明（後にリス達に寄付された）。派手な装飾のキャンピングカーが現在、家族の家となっている。祖母似。第33話に登場した70年後の姿はツインテールがお団子頭になっている。
体色はピンク。

### パックワールドの住民
カンファランス博士（Sir Cumference）
声 - 田久保修平 / イアン・ジェームズ・コーレット
パックワールドの科学者であり、発明家。スパイラルやシリンドリアが使うPSCや後述のグラインダー、パッカチーニをはじめとする乗り物などを開発した。老人のため、物忘れが激しいが、聴力は良い。モンスター語が理解できる。パックワールド第1次世界大戦時点ではまだ博士になっていなかった。若いころは冒険家だった。一度バトックスがバトニウム（鎧ゴーストの項目を参照）というコーティング剤を発明したことがきっかけでスランプに陥り、発明家をやめて窓の清掃員に転職しようと考えたが、パックの助言もあって考えを思い留まる。大きな鼻を大切にしている（本人曰く「繊細な薔薇のよう」）。毎週木曜日には必ず幸運の魚ちゃんを頭に付けている。ミートローフが大好物。スフィーリアとは両想いで「カンちゃん」と呼ばれている。第33話に登場した70年後の姿は頭が剥げており、錆びたグラインダーとゾンビ化したファズビッツ（後に発明された解毒剤によって元に戻る）と研究所で暮らしている。さらに物忘れがひどくなったが、現役で発明を続けている。
体色は黄緑。
スフィロス大統領（President Spheros）
声 - 坂本くんぺい / サムエル・ビンセント
パックワールドの大統領。ビトレイアスの兄。パックマンの名付け親。カンファランス、スフィーリア、ザック、サニーとは古い付き合い。大統領でありながら少々頼りない一面がある。エンドウマメを食べるとおならが出る癖があり、大統領選挙ではそのことで弱みを握られた。その後、世論調査では勝っていたものの、自分に1票を入れることを忘れてしまい、1票差で敗北したが、その後オブテュースが失脚したため、大統領の座を取り戻した。パックポンの審判を務めていた経験がある。幼稚園の時のあだ名は「だんごっ鼻(ぱな)」であり、6歳までオムツを履いていた。パックコングに投げられて遠くへ飛ばされたり、催眠術によって精神年齢が5歳になったりなど、散々な目に遭っている。昔から石頭で頭が丈夫で固い。兄妹にはビトレイアスの他、エリの母である妹の存在がいる。
体色はカンファランスと同じく黄緑。
スフィーリア（Spheria Suprema）
声 - 下田レイ / アシュリー・ボール
パックの叔母で、サニーの妹。姉御肌で、パックワールド第1次世界大戦では女性でありながら軍曹を務めていた。カンファランスのことを「カンちゃん」と呼ぶ。かつてはパックポンのチャンピオンであり、その実力は今もなお衰えない。ビトレイアスの自分に対する好意には全く気づかず相手にしなかった。パイロットの訓練を受けていた歴戦の戦士でパックに車の運転を指導していた。アグルスという犬を飼っている。第51話のメリー・ベリー・デーではパックに両親と赤子時代のパックが一緒に写っている写真をプレゼントした。英語版では南部訛りで話す。
体色は赤身がかった橙。
ファズビッツ（Fuzbitz）
声 - 烏丸祐一 / リー・トッカー
身体が小さいモンスターで良い心の持ち主。元々はネザーワールドのモンスターだったが、ビトレイアスを嫌っている。モンスター語を話す。家族がおらず、帰る場所が無いため、当初はメイズ・ハイスクールの寮で飼われることになったが、後にカンファランスの研究所に引き取られることとなった。可愛らしい姿をしているが、怒ると怖い顔で威嚇する。パックに負けず劣らずの大食いで、体臭はかなり臭い。高い嗅覚を持つ。パカザウルスの骨が大好物。
グラインダー（Grinder）
声 - 大隈健太
カンファランスが発明したロボットで助手。時々ネジが取れたりなど、カンファランスからはポンコツ呼ばわりされている。自身もへそ曲がりで口が悪いが、時にはパックたちをサポートしてくれる頼もしい存在。ロケット燃料を飲むと大きな炎を吐く、恐竜に対抗できるほどのパワーを出せる。胸の中にある心臓部はシールドで保護されている為、バトックスが発明した巨大ロボットギガグラインダーDXが放つ電磁パルスの影響を受けなかった。予備のパワーベリーを持っている。
グラインデッド（Grindulet）
グラインダーのガールフレンドロボット。元はグラインダーが自身のガールフレンドとして作ろうとして失敗したロボットだったが、その後廃棄されていたところを見つけたバトックスの手によりスパイロボットとして完成させられた。当初はバトックスの支配下でグラインダーやパック達を騙し生命の樹や復活マシーンの在処の情報を盗み出すなど暗躍したが、最終的にはグラインダーとの愛の力で自ら心臓部に仕掛けられたコントロールチップを破壊し支配から脱した。その後はカンファランス博士の研究所に戻り、グラインダーと共に過ごしている。
スキーボ（Skeebo）
声 - 木村昴☆ / マット・ヒル
パックのクラスメイト。語尾によく「〜（だ）しー」とつける。ガキ大将のような性格だが、根は小心者。パックのことをいつも鬱陶しく思っており、彼を「レモン野郎」と呼び嫌っている。絵の具アレルギー。外見に似合わない美声の持ち主で歌がかなり上手い。以前はシリンドリアと付き合っていたが、前述の臆病な性格が災いし破局した（別れた後も彼女に未練がある描写が見られる）。一度パックから盗んだパワーベリーの力で自称真のヒーロースーパースキーボとなったが、変身できる時間が短くほとんど活躍できなかった。ゴーストに驚いて失禁をしたことがある。生徒会長に立候補するが、結果は落選となった。
体色は青。
ブレイシス（Sherry "Braces" Strictler）
声 - 安野希世乃☆ / タバサ・セント・ジェルマン
パックのクラスメイト。ストリクラー教官の娘。歯には歯列矯正器具をしており、ポニーテールが特徴の少女。父であるストリクラーに仮免許を無効にされた際、ひどく大泣きした。生徒会長の選挙ではシリンドリアを推薦し、彼女を献身的にサポートするが、最終的にはシリンドリアの逆推薦で自分が生徒会長となった。写真撮影の前日にいつもニキビができる。なお、本名はシェリーである。
体色はシリンドリアより薄いピンク。
グロビュール先生（Ms. Globular）
声 - 高橋里枝 / エリン・マシューズ
パックたちが通うメイズ・ハイスクールの女性教師。愛犬のフーフィーフー（声 - 末柄里恵）を溺愛している。
体色は薄目の水色。
ドーム先生（Mr. Dome）
声 - こぶしのぶゆき / イアン・ジェームズ・コーレット
メイズ・ハイスクールの体育男性教師。常に体を動かしている。
体色は橙で髪型は丸刈りの金髪。
レポーター
声 - 杉浦奈保子 / アシュリー・ボール
パックワールドの女性レポーター。普段はナチュラルメイクに近いが、第13話では猛暑のためか厚化粧をしていた。
体色は薄い緑色。
トールフェド（Tall Fed）
声 - 長南翔太 / リー・トッカー
ショートフェド（Short Fed）
声 - 増元拓也 / ブライアン・ドラモンド
スフィロス大統領のガードマン。その名の通り背が高い方がトールフェド、低い方がショートフェド。いかなる状況でも「大統領を守れ!」と言いスフィロスを守ろうとするが、そのことがスフィロスからは鬱陶しがられている。
体色は共に青。
ザック（Zac）
声 - 烏丸祐一 / ポール・セント・ピーター→イアン・ジェームズ・コーレット
パックの父親。パッキネーターに殺された可能性が高いが、現在は消息不明。パックフーでは黒帯を取得している。左頬には戦争によってできた傷が残っている。ザックが被っていたテンガロンハットはスライム魔宮で発見されて以降はパックが冒険の時に被っている。
サニー（Sunny）
声 - ふしだ里穂
パックの母親。スフィーリアの姉。料理の先生を務めていた。ザック同様、現在は消息不明。
オブテュース（Kingpin Obtuse）
声 - 内海賢二（第9話）→手塚秀彰（第40話、第41話）☆ / リー・トッカー
パックワールドの裏社会のボス。ビトレイアスとは裏で手を組んでおり、スキーボを使いパワーベリーを奪おうとしていた。第40話では大統領選挙に立候補、スフィロスを落とすためビトレイアスと共に裏工作し、1票差で勝利した。しかし、パックたちの手によってビトレイアスが住民たちの前で本性を剥き出しにしてしまったことにより、怒った住民たちの手によって無理やり失脚させられた。スカンクのチャリティー（声 - 小堀幸）を溺愛している。
体色は深緑。
オデュルール保安長官（O'Drool）
声 - 志村知幸
次期大統領を狙っているパックワールドの保安庁長官。指を鳴らすのが癖。カンファランスの発明品のせいで酷い目に遭ったことがきっかけで、パックワールドの猛暑の原因をカンファランスのせいにしてカンファランスを自宅監禁させる。後にカンファランスは無実だと判ったが、それでも悪あがきを続けた結果、スフィロスの命令で長官をクビになった。その後は料理番組の審査員、エイペックス率いるエイリアン達と戦うなどモブキャラクターとして背景に登場している。ハロウィンのコスプレはゾンビ。第51話のメリー・ベリー・デーではシリンドリアのばあちゃんとホットドリンクを乾杯していた。
体色は青緑色で、髪型は角刈りの金髪。
ストリクラー教官（Mr. Strictler）
声 - 水内清光 / マーク・オリバー
パックワールドの教習所の教官でブレイシスの父親。車の運転に関してはかなり厳格な教官であり、運転に少しでも不備がある生徒をたとえ自分の娘でも容赦なく不合格にする。教官以外にも交通取締監督官など、さまざまな役職に就いている。告げ口が趣味。免許を持っているということでパックによってパッカチーニに強引に乗せられ、カンファランスが開発したネザーワールドの穴を塞ぐコルクをドラゴンから取り戻す為にネザーワールドまで行った。現実主義者でネザーワールドとゴーストのことを信じなかったが、ゴーストを直接見たことでようやく信じる。なんでも認めないあまりの頭の固さからスフィーリアに「お役所野郎」などと強気で責められたしなめられてしまう。最後はパックが運転試験を受けることを許可してくれた。第51話のメリー・ベリー・デーでは仏頂面だったが、娘のブレイシスに手を引かれて笑顔になり楽しく踊っていた。
体色は水色。
パッキネーター（The Pacinator）
声 - 玄田哲章☆ / イアン・ジェームズ・コーレット
パックの種族である「黄色い種族」を絶滅寸前に追い込んだ人物。冷凍銃を用いて相手を凍らせる。ニュースは見ないため、パックの名前を知らなかった。パックを倒すためにビトレイアスに雇われた。フローズンアイスクリーム工場をアジトにしている。パックとスパイラルを捕らえるが、シリンドリアとピンキーの活躍によって逃がされ、パックと戦い敗れる。パックが自分の両親はどうなったのか問いただそうとした途端に姿を消しており、現在消息は不明。結局両親がどうなったかは分からずじまいとなった。
体色は水色。
ロタンダ（Rotunda）
声 - かないみか / タバサ・セント・ジェルマン
スフィロス、ビトレイアスの母。優しくてお茶目な性格。孫に恵まれないため、お気に入りのパックを自分の孫にしようと考えていた。スフィロスの結婚は諦めておらず、ビトレイアスの結婚は見込みゼロで全く期待していない。彼女の孫になったのを喜んだパックは「おばあちゃん」と呼び慕う。好きな色は黄色。ビトレイアスが復活マシーンで蘇ることを認めていない。後にビトレイアスに取り憑かれ、操られてしまう。さらに催眠術で精神年齢が5歳になって操られたスフィロスに復活マシーンの場所を案内してもらおうと車の運転をさせられる。最後は母親としてビトレイアスを厳しく叱って説教をし、彼を泣かしてゴースト達と共に退散させた。
体色は薄めのオレンジ色。白髪でお団子頭を上一つに束ねており、装飾が少し付いている薄目な赤い眼鏡をかけている。
ディング・ア・リング兄弟
声 - 荻野晴朗（赤）、藤巻大悟（水色）、烏丸祐一（緑）、櫻井トオル（黄）
遊園地「ディング・ア・リングカーニバル」を経営するピエロの兄弟。母親から兄弟仲良く働くよう言われている。ピエロだけあって身のこなしが良い。バトックスやブリンキー達に取りつかれてスライムまみれにされる、バトックスによって遊園地がメチャクチャにされて壊されるなど散々な目に遭う。
ハンバーグ監督（Danny Vaincori）
声 - 四宮豪 / カイル・ライドアウト
パックワールドでは有名な映画監督。
体色は薄紫色。
ムーンドッグ（Moondog）
声 - 遠藤大智
シリンドリアの父親。1番目にチョコレートバニーになってしまう。
スターチャイルド（Starchild）
声 - 小林未沙
シリンドリアの母親でばあちゃんの娘。2番目にチョコレートバニーになってしまう。
ばあちゃん（Grannie）
声 - 伊東みやこ
シリンドリアの祖母。本名不明。容姿は第33話に登場した70年後のシリンドリアに似ている。ミーハーで孫娘のことを溺愛しており、彼女の幼い頃の写真を自慢しながら他人に見せるのでシリンドリアは恥ずかしい思いをしている。シリンドリアの家族の中では唯一チョコレートバニーになることを免れた。イースターエッグの卵を投げてチョコレートバニーにされた家族を元に戻す、幼い頃のシリンドリアがイースターを楽しんでいる写真を見せてパックピープを改心させる活躍を見せた。第51話のメリー・ベリー・デーでクリスマスツリーの頂上には赤い花を乗せるというこだわりを持つ。家族と一緒に演奏していた時の楽器はエレキギターで、シリンドリアが幼い頃のメリー・ベリー・デーではウクレレギターを弾いていた。
エリ（Elliptika "Elli"）
声 - 藤村歩 / カズミ・エバンス
スフィロス、ビトレイアスの姪。スフィロスの妹の娘で、本名はエリプティカ。パコポリスから遠いところにあるパッキントーキョーからやって来た。オシャレで可愛い装飾品をつけており、日本のギャルが使うような独特の口調が特徴。父親はパックの両親同様戦争で消息不明になっている。パックに一目惚れし、パックも彼女に好意を持つようになり、両想いとなる。しかし、疎遠だったおじであるビトレイアスのある策略にかかり、ギャビーに取りつかれた状態でパックの両親についての嘘をつき、復活マシーンを使ってスフィロスにいたずらすることを言わせたためパックを怒らせてしまう。その後ネザーワールドに入れられビトレイアスにさらわれるが、真相を知ったパックが助けに来て、自分もベリーの副作用でゴーストを退治するなどパックと共に活躍した。この出来事から母の仕事で住んでいたパッキントーキョーには戻らず、パコポリスを気に入って住むことを決める。パックの両親については本当に知っているようであり、自分の母の友達がパックの両親に似ていることが判明し、両親を探す新たな手掛かりとなった。体色はピンクで髪の色は濃いピンクで水色のメッシュが入っている。髪型は小さなお団子で可愛いデザインのゴムと白い花の飾りを付けている。幼い頃は今の可愛らしい外見とは程遠く、顔にソバカスがあり、髪は短く両方に束ねており、飴を一気に2つ頬張るほど粗野な風貌だった。

### ネザーワールドの住民
ビトレイアス（Lord Betrayus）
声 - 最上嗣生 / サムエル・ビンセント
ネザーワールドの支配者で、本作の黒幕。スフィロスの弟。自身が司令官だったころ、パックワールド第1次世界大戦で反乱を起こしたが、敗北し捕えられ魂をネザーワールドに送りこまれる。肉体を奪われた姿になった今でもパックワールドの征服を目論んでいるが、パックのせいで毎回失敗に終わっている。わがままで怒りっぽく、部下たちには厳しい一方で自分に甘い究極の自己中心的性格であり彼を慕う部下は少ないが、憎めないキャラでもある。ツッコミの台詞が独特な上、「妖怪の仕業」「駆逐しろ」等パロディネタもよく使う。また、極度のマザコンで母親であるロタンダに弱い。兄であるスフィロスと比べられるのが嫌でプレッシャーを感じている。姪であるエリのことを溺愛しているが、彼女からは悪者だと知られているのであまり信用されていない。「ファイヤーキング」の異名を持っており、火を吐いたり操ったりすることができる。その体質ゆえ、水とは相性が悪く、水中に入ることができない。興奮したり驚いたりすると目玉が外れる。実はゴーストになる前、スフィーリアに恋心を抱いていた。大統領選挙ではオブテュース側に就き、自身の陰謀のために彼と共に裏工作するが、最終的にパックたちの手により自身が住民たちの前で本性をうっかり暴露してしまい、失敗に終わった。ハロウィンとマスタードが大嫌い。特にメリー・ベリー・デーが大嫌いで、悪い子だったのでサンタク・パックからは一度もクリスマスプレゼントをもらったことがない。行方不明であるエリの父親のことを知っているらしい。
体色は白で、目の周りに黒い隈のような物ができている。
ブリンキー（Blinky）
声 - 布施川一寛 / イアン・ジェームズ・コーレット
ビトレイアス四人衆のリーダー的存在。表面上ではビトレイアスに忠実だが、実際はビトレイアスの事を良く思っておらず、彼に従うふりをしてピンキー、インキー、クライドと共にパックたちに協力している。実はゴーストになる前はパックフーのマスターだった。マスターとしてパック達に指導してパックフーを伝授させた。マスター・グーみたいにパックフーを悪に利用することを嫌っている。
体色は赤。
ピンキー（Pinky）
声 - 安野希世乃☆ / アシュリー・ボール
ビトレイアス四人衆の紅一点。ゴーストであるにも関わらず、おしゃれ好きなど女の子らしい一面がある。パックに好意を持っており、パックとのデートのためにおめかしに時間をかけるなど、パックに対する愛情はかなりのもの。その一方でシリンドリアをライバル視しているが、時には意気投合することもある。怒るとオグルのような巨大なサイクロプス型のゴーストに変身する。ビトレイアスの声真似が得意。緑が嫌い。後にパックが惚れているスフィロスの姪エリをライバル視するようになる。
体色はピンク。
インキー（Inky）
声 - 藤堂真衣 / リー・トッカー
ビトレイアス四人衆の一人。皮肉屋でズル賢い。ブリンキーとは仲が良いがよく口喧嘩をする。パックに間違って食べられたり、ピンキーに振り回されたり、バトックスに盗聴器を付けられたり(最後はブリンキーが壊した)など、4人の中で一番散々な目に遭っている。またゴースト故に分裂によって体を増やすことができる。
体色は青。
クライド（Clyde）
声 - 坂本くんぺい / ブライアン・ドラモンド
ビトレイアス四人衆の一人。大柄でおっとりしている。九つの言語を話せ、カンファランス同様モンスター語が理解できる。ブリンキーとインキーの仲介も担当。ゴースト故に2つに裂けることもできる。素直な正直者で時には余計なことを喋ってしまい、ビトレイアスの悪巧みに加担させてしまう。平和主義者。ピエロが苦手。緑が嫌い。ゴーストの中では良い子の一人でメリー・ベリー・デーが大好きでサンタク・パックからプレゼントをもらうことを楽しみにしており、彼から直接プレゼントをもらった時は卒倒するほど感激していた。
体色はオレンジ。
バットラー（Butt-ler）
声 - 田久保修平 / ブライアン・ドラモンド
ビトレイアスの執事。奇妙な頭の形から劇中の人物からはよく「おしり頭」と呼ばれる。いつもビトレイアスにお仕置きされたり、バトックスに装置の実験台にされたりと酷い目に遭っている苦労人であり、ビトレイアスやバトックスをあまり良く思っていない。そのため、バトックスが失敗した際、ビトレイアスと共に彼を懲らしめようとしたり、ビトレイアスが酷い目に遭うと陰で笑ったりする。ゴーストになる前はパックワールド第1次世界大戦でビトレイアスの軍の伍長を務めていた。第42話ではメイズ・ハイスクールの転校生ケーターになりすましてパックの秘密や弱点を知ろうとしたが、パックに感づかれてしまい失敗に終わるも、その時に見せたパックたちの優しさに感心させられた。メリー・ベリー・デーではサンタク・パックからクリスマスプレゼントをもらっていた「良い子」。スフィロス、ビトレイアスの姪であるエリのことを「いい姪っ子さん」だと好評価している。
体色は紫。頭に小さな帽子を被っている。
バトックス（Dr. Buttocks）
声 - 坂本くんぺい / ブライアン・ドラモンド
ネザーワールドのマッドサイエンティスト。バットラーの双子の弟。彼の発明品のほとんどはカンファランスのアイデアから盗んだものである。バットラーと同じく奇妙な形をした頭で、劇中の人物からは「おしり頭博士」などと呼ばれている。バットラーとの仲は悪く、彼に対しては装置の実験台にしたりなど嫌がらせに近い形で扱っているが、自身もビトレイアスにいいように使われているため、バットラー同様ビトレイアスのことをあまり良く思っていない。高い自尊心を持っており、時にはビトレイアスに対して傲慢な態度を取ることもある。母親に嫌われていた。祖母は車の運転が下手くそらしい。ゴーストになる前はパック大学をトップで卒業している。メリー・ベリー・デーではサンタク・パックからクリスマスプレゼントをもらえなかった「悪い子」。
体色は水色。近視で赤渕の眼鏡を掛けている。
フラッフィー（Fluffy）
プードルとケルベロスが合わさったような姿をしたビトレイアスのペット。普段は大人しいが怒ると凶暴化する。飼い主であるビトレイアスの悲しい思い出の愚痴を聞く、落ち込んでいる時に慰めてくれる優しい一面がある。本来は利口な犬らしい。サンタク・パック曰く「意地悪な主人に従っているだけで、フラッフィーに罪はない」とのこと。体にはノミがついており、そのノミがバトックスの発明品に利用された。
オグル（Ogle）
声 - 櫻井トオル、益山武明（第16話） / リー・トッカー
ブリンキーたちの友人であるシェフ。サイクロプス型のゴースト。得意料理はナメクジドッグとゴキバーガー。ゴーストになる前も料理人であり、片目にアイパッチを付けていた。パックポンのチャンピオンであるスフィーリアの大ファンの1人。シリンドリアからは「ゴキブリ野郎」と呼ばれている。ゴーストの中ではクライドと同じく良い子の一人でメリー・ベリー・デーが大好きでサンタク・パックからプレゼントをもらうことを楽しみにしている。
体色は水色。
フレッド（Fred）
ビトレイアスからスフィーリアに伝言を伝えに来たブリンキー達に白旗として振られていたゴースト。白旗の布がなかったので旗の代わりにされていた。
体色は白色。
グーラシャ（Madame Ghoulasha）
声 - 津田匠子 / キャサリン・バー
ネザーワールドの魔女。パックを不幸にさせることを引き換えにビトレイアスとの結婚を申し込むが、結局は誓いを断られてしまいパックの呪いは解けた。最後はビトレイアスの策略によってバトックスに一目惚れし、彼を追いかけ続ける。本作のキャラクターの中では人間に近い姿をしている。第39話でスフィロスのハロウィンパーティーに参加しており、占い師でグラインダーの運命の人を占っていた。第50話ではパッケンシュタイン博士とモンスター達と大暴れをして、さらに魔法でスフィロスを牛に変えてしまう。
スペクター（Specter）
声 - 加藤将之 / イアン・ジェームズ・コーレット
ビトレイアスに雇われたスパイで、端正な顔立ちをしている。かなり優秀なゴーストで、他人に憑依する能力は高く、他のゴーストと違い取りつかれると身体中をスライムだらけにする。バトックスからは快く思われていない。ビトレイアスに忠実だが、内心では彼のことを見下しており、自分がネザーワールドの支配者になりたいと考えていた。そのことがパックとブリンキー達の作戦によってナメクジカメラに撮影された自分の本音を公開されたことでビトレイアスの怒りを買ってしまい、二度と出入りできないようネザーワールドの奥底へ連れて行かれた。許されたのか第51話で再登場し、ビトレイアスのご機嫌取りの芸を披露するが、受けなかった為、バトックスの銃によって目玉にされてしまう。第52話ではエリに取り付く女性ゴーストを採用する為の審査の司会を担当していた。
体色は灰色で、蝶ネクタイをしている。
マスター・グー（Master Goo）
声 - 稲葉実 / ヴィンセント・トング
パックフーの使い手であるゴースト。ダークパワーを持ったマスター。その実力も確かなもので、パックが手も足も出ないほどの強敵だった。他にも残像による影分身、スライム手裏剣を武器に戦う。しかし、パックフーのマスターだったブリンキーに鍛えられ、丸い体を生かしたパックの戦法に手も足も出ず敗北した。最後はパックに食べられて目玉にされた後、ビトレイアスに嫌味を言われた挙句、彼にパックフーで復活の間まで蹴り飛ばされた。他のゴーストとは体の形が違い、中華服を着ているような模様があり、触手のような長い手を持つ。
体色は白と薄い橙色で、長い鯰髭を生やしている。
鎧ゴースト
その名の通り、鎧を被っているゴースト。バトックスの発明品バトニウムによって金槌が壊れるほど強化された。パックの歯が折れそうになるほど硬いが、被っている鎧が重いので空を飛べず移動する時は地面を引きずっていたほど動きが遅い。鎧が丈夫なので投石器で石のように投げ飛ばされて武器にされていた。パックワールドの警察が歯が立たないほど圧倒していたが、最後はカンファランスがミートローフを作る機械のヒントから発明したドリルの槍によって鎧に穴を開けられ、その穴からパックに吸い込まれて食べられてしまったことで敗北した。
ウイルスゴースト
バットラーの発明によりコンピュータの中に入り込んだゴースト。緑色のウイルスプールに浸かったゴーストがコンピュータのネットワークの中に入り込み、パックワールド全体の電子機器にサイバー攻撃を仕掛けた。ウイルスゴーストの味はパック曰く「運動した後の靴下の味」。ウイルスゴーストがくしゃみによって吐くヘドロスライムの粘着力は通常のゴーストが吐くスライムより超強力で、ファイアーウォールを破壊する。
ギャビー
声 - 平井祥恵
ビトレイアスにエリに取りつくゴーストとして選ばれたメスのゴースト。復活マシーンの場所を知ろうとしたが、審査に落ちたピンキーの策略で失敗に終わりビトレイアスに始末された。
体色はオレンジ色で、額にハート型のサングラスを着用している。

### エイリアン
エイペックス（Apex）
声 - 浪川大輔☆ / コリン・マードック
パックワールドに突如現れた謎の宇宙人。最初は友好的に接していたが、実際の目的はパックワールドの征服であり、スフィロスを自身がプレゼントしたバリアーに閉じ込めてしまう。自身が操縦する巨大ロボットにはパワーベリーを無効化するレーザーが装備されているが、カンファランスによってレーザーを反射するベリーを作ったことにより、パックの形勢が一気に逆転しパックワールドを去ったが、その後とんがり頭教授たちを連れて再来。このとき途中までビトレイアスと手を組んでいた。最初は優勢だったものの、パックが吐き出すゴーストの目玉が弱点。ということを突かれ再び敗北した。最初の襲来で黄色い種族について知っているという台詞を残して去ったことから、パッキネーター同様ザックやサニーについて知っているらしいが詳細は不明。
とんがり頭教授（Professor Pointybrains）
声 - 四宮豪 / リー・トッカー
エイペックスが再来のときに連れてきたエイペックスの側近。渦巻き模様の眼鏡をかけていて、白い髭を生やしている。パックワールドやカンファランスの発明品を原始的だと見下している。
ティップ（Tip）
声 - 藤原貴弘 / ゲイブ・コース
強靭な肉体が特徴のエイペックスの部下。パックとは敵対関係にあるが、あることがきっかけで仲良くなる。腕っ節も強く、パックと共にネザーワールドのドラゴン複数を相手に全てやっつけた。

### その他
ゴーストロイド（Ghosteroid）
声 - 橘潤二
巨大な惑星のような形をしたゴースト。バトックスの手によってパックワールドに衝突させようとするも、プラネットパックに簡単に食べられてしまった。第30話でも複数の個体が登場している。
ジーン（Jean）
声 - 後藤麻衣 / ニコル・オリバー
意地悪でイタズラ好きな女性の魔神。最高に口が悪く最低な性格。一万年長生きしている。パックに3つの願いを叶えさせようとするが、パックがネザーワールドからゴーストがいなくなる（＝パックワールドにゴーストを引き寄せる）という願いを叶えた直後に壺から抜け出し自由の身となった上にパックを自身が閉じ込められた壺に閉じ込めてしまう。彼女が入っていた悪意に満ちた魔人の壺は元々はネザーワールドのビトレイアスの部屋に飾られていた物。バトックスが悪巧みに利用しようと間違えて開けさせる為にパックに仕向けたことが判明。それ以降自分の好きなようにパックワールドに魔法でイタズラし放題をして被害を与えるも、壺から脱出し魔法のベリーの力でパワーアップしたパックの前に敗北し、壺の中に封印されたと同時に彼女が今までかけた魔法が解けた。最後はカンファランスの手によって壺ごと宇宙に飛ばされた。グラーシャと同じく人間に近いデザイン。
パカザウルス（Pacosaurus）
大昔に生息したティラノサウルスのような生物。その化石が現代で発見され、バトックスの発明品で肉体までもが蘇った。背中にマインドコントロールチップを貼られて操られ、更にバトックスの発明品によって複数増えたことでパックワールドの住民達に襲いかかる。パワーベリーによって変身したパックコングと交戦し、倒される。最後はカンファランスがバトックスのチップを改造し、ビトレイアス達を襲うように命令され、ネザーワールドまで送られた。ダグが住んでいる原始時代に存在しており、原始人達を襲うが、火が苦手でファイアパックによって追い払われる。ファズビッツはパカザウルスの骨を大好物としている。
パッキュラ伯爵（Count Pacula）
声 - 四宮豪 / リー・トッカー
ハロウィンで100年に一度訪れるブルームーンの日に現れるドラキュラ伯爵。パックマンを倒すためにビトレイアスたちによって棺桶から目覚めさせられる。催眠術で相手をコントロールするが、ロボットであるグラインダーには効かない。現実のドラキュラ同様、ニンニクの匂いが苦手。最後はニンニクベリーでパワーアップしたパックとゲップモンスターのゲップ攻撃によって倒される。彼が倒されたことによってみんなの催眠術は解けたが、なぜかバトックスだけ術が解けなかった。第49話で自分の家を持っていることが判明。家の前には自分を追い出そうとする住民達が抗議して騒いでいる。パッケンシュタイン博士とは隣人同士だが、彼のことを快く思っておらず嫌っている。その為、第50話ではパックたちの味方になり、ピンチの状態だったパックたちを助けるなど活躍した。カンファランスの手違いで脳みそだけになったパックと入れ替えられるが、最終的には元に戻った。同時にパッケンシュタイン博士に仕返しできたことを満足している。
ダグ（Do-Ug）
声 - 野沢雅子☆ / ライアン・スミス
火山の奥深くに閉じ込められているところをパックに助けられた原始人。原始人だが片言ではあるものの現代の言語も話せる。馬が苦手。お風呂のことを知らず200万年間体を洗っていないので体臭がすごくひどい。言語にモンスター語と似ている感じがあるのでファズビッツと仲良くなる。シリンドリアに一目惚れをした。飼い犬を獲物だと思い食べようする、看板の牛を食べてしまうほど現代の常識とルールを知らない。バトックスとゴースト2匹に捕まるが自力でやっつけて脱出し、パックに助けられる。スパイラルがうっかりTVのリポーターの前でダグが原始人だと喋ってしまった為、科学者達に追われるハメになる。最後はパッカチーニでタイムスリップして住んでいた原始時代に戻り、パック達と別れる。原始人の中では力が弱い方だったが、ファイアパックから火をこん棒に付けてもらい火を覚え、火の管理人となったと同時に一人前になる。ダグの他にもカンファランスに似て賢い原始人の長、スキーボに似て意地悪で威張りんぼな原始人も確認されている。
神（Overlords of the Outer Regions）
声 - 中博史
この世界における神。「我々」と言っていることから複数存在する。パック、ビトレイアス、エイペックスたちが起こした騒動のせいで、大いなる眠りから起こされたことに激怒し、三者をレースで競わせた。人類を絶滅させるなど恐ろしいことを言うが、いい加減でめんどくさがりやで大雑把な所がある。
ナレーター
声 - 滝知史
第34話のみに登場した本作の語り手。声だけで顔出しをしていない。おとぎ話風の話し方をするため、バトックスからは鬱陶しがられている。語り手に使っていたおとぎ話は眠れる森の美女。
キャプテン・バンシー（Captain Banshee）
声 - 三宅健太☆
ゴースト海賊船の船長。ある日お宝を探しているときにモービーディックという巨大な牛に自分の財宝を盗られたことがきっかけでモービーディックを追い求めるようになる。彼の部下であるゴースト達と同じく、耳に魚の鰭、背中に背びれが付いている。船にある復活の間はネザーワールドにあるものとは対照的にパックによって目玉にされたゴースト達の体が短時間で復活できる。歌いながら説明をする。船の運転は乱暴で危険すぎるほど荒っぽい。モービーディックを探している最中にパックを発見しスパイラル、シリンドリアを人質にしてパワーベリー(スピンベリー、ニンニクベリー、スモールベリー)を手に入れるが、パックの策略にはまってしまい、さらに復活の間をシリンドリアとスパイラルに壊されて使用不可能になった為、失敗に終わる。最後はスモールベリーで小さくなってしまった後、ペットのドラゴンオウムに弄ばれて追いかけ回される。
ドラゴンオウム
声 - 大原崇
バンシーのペットで、その名の通りドラゴンの容姿とオウムの性質が合わさったような小型のモンスター。オウムのように喋ることができる。バンシーに不満があり嫌っていたらしく、スモールベリーで小さくなった彼を弄んだ後、追いかけ回した。
モービーディック
声 - 冨田泰代
白くて空を飛べる巨大な雌牛。キャプテン・バンシーの船から財宝を盗ったという理由で片方の角に宝箱を刺したままゴースト海賊団に追いかけられ続けられていた。バンシーは「呪われたミルク牛」、「悪の獣」だと言っているが実は大人しくて臆病で優しい性格。また角に刺さった宝箱とゴースト海賊達が船の吸引機から発射してくっつけた多数のラバーカップの槍が体中にくっつ付いていたのでイライラして困っていた。ずっとにゴースト海賊達に追いかけられいじめられている彼女をほおっておけないパックに助けられる。自分を助けてくれたパック達に感謝してお礼をした後、去って行った。
オオカミフット
声 - 藤巻大悟
ハロウィンの日に現れるといわれているオオカミ。その正体はバトックスによって特殊なレーザーを浴びせ、噛みついて刺した住民たちをオオカミフットにさせたノミ。ノミに刺されてオオカミフットに変身した者は一瞬で元に戻ったが、パックは元から特別な力を持っていた為、変身時間が長かった。最後はスモールベリーで小さくなったパックとの追いかけっこの末、彼の長い舌に捕まった。後に試験管の中に入れられてパックに食べられて目玉になったバトックスごと返され、さらに飛び出したノミがビトレイアスに噛みつき刺してオオカミフットに変身させたことでフラッフィーが凶暴化して彼を襲う。第50話で本物が登場した。
イースター・パックピープ（The Easter Marshmallow Chicken）
声 - 冨田泰代 / アシュリー・ボール
イースター・エッグ島に住むニワトリ。性別は雌。以前、幼少期のビトレイアスが起こした悪戯が原因で、ビトレイアスに復讐しようと、彼の手下のゴーストたちを卵に閉じ込める。その後、巨大なチョコレートバニーを呼びパックたちに襲いかかるが、シリンドリアのばあちゃんがイースターを楽しんでいる幼いシリンドリアの写真を見せたことでイースターの本当の意味を思い出し改心する。体はマシュマロでできている。
チョコレートバニー（Chocolate Bunnies）
イースター・エッグ島にあるチョコレートの兎。島の中にある罠にかかった者はチョコレートバニーになってしまう。チョコレートバニーにされた者はイースターエッグの卵を当てると元の姿に戻れる。劇中ではムーンドッグ、スターチャイルド、シリンドリア、ビトレイアスがチョコレートバニーになってしまったが、置き去りにされたビトレイアス以外は元に戻っている。巨大なチョコレートバニーはパックコングに変身したパックと戦い倒された。
巨人（Huge Foot）
声 - 四宮豪
モンスター伝説のある不気味な沼地に住むメスの巨人。片方の足が大きい。本物だと気付かずブリンキー達が変装した巨人だと勘違いしたパックに褒められたことで彼に一目惚れし、好意を持つようになる。蹴りが得意でパックがゴーストを食べるのに協力してくれた。最後はパックを連れ去ろうとしたが、後に怒って巨大なサイクロプス型に変身したピンキーに脅かされて追い払われる。
スペースワーム（Space Worm）
声 - 橘潤二
宇宙に彷徨っている胴体が長い巨大な虫。「生きたブラックホール」でなんでも吸い込み続ける。PSCが効かない。インターディメーショナルでお腹の中には複数の次元が彷徨っている。バトックスは悪巧みに利用しようとしたが、うまくコントロールできなかった。スペースワームが現れるとパックワールドの建物や人全体の色が無くなり、その吸い込みはネザーワールドにまで影響していた。ワームに飲み込まれたら最後、吸い込まれた者はどこの次元に吐き出されるかわからない（最悪の場合、カンファランス曰く「そのままワームのお腹の中」）。パックとファズビッツはワームに吸い込まれた後、オドの国に迷い込んだ。ワームの向き（口）を自分自身に向けさせるという弱点を利用し、最後はパワーベリーでパワーアップしたパックの強力なゲップで宇宙まで吹き飛ばされて消えた。第30話、第33話（※パックの夢の中）、第37話にも出てきている。
ミイラ（Mummy Wizard）
声 - 三木眞一郎☆
大昔、山奥の神殿に存在した魔法使いのミイラ。自分に復活の魔法をかけパックワールドを征服しようとしたが、誤って自分の入れ歯に復活の魔法をかけてしまい失敗する。その後、自分が考えていたことが馬鹿げているということに気づき改心する。何千年も食べ物を食べておらず、長期の歯肉炎で歯を磨いていなかった為かチキンを1本食べただけで歯が1本かけてしまった。第50話で再登場したが、パッケンシュタイン博士側の悪役になっており、モンスター達と大暴れをしていた。
魔性の入れ歯（Dentures of Doom）
声 - 三木眞一郎☆
上記のミイラが口にはめていた入れ歯であり、ミイラの魔法によって生命が宿る。後に神官たちによって入れ歯はパコポリスのどこかに隠されたが、1000年ぶりにパックワールドの2つの月の月食が起こり、魔力の高まった入れ歯が再び持ち主のミイラのところに帰ろうとすることを知ったパックたちに発見される。長年歯がとてつもない悪臭を放つ汚れに覆われていた上に、常に口の中を清潔にしていないためか、言葉遣いがすごく悪い。しつこい女性、歯医者が苦手。その後パックやバトックスに取りつき、持ち主のミイラのところに帰ろうとするも、パックが自ら入れ歯に取りつき、ドリルやブラシを身につけたグラインダーによって汚れが洗浄され、同時に魔法も解けた。
バグ
声 - 藤田茜
カンファランスが作った小さな対ウイルス用のバグ。パックからは「小さいの」と呼ばれている。ネザーワールドにあるバトックスのコンピューターサーバーを一掃する為にパックの元に送られて同行する。防衛システムを持っていない。最後はパックの援護を受け、バトックスのコンピューターサーバーを破壊し、彼らの陰謀を阻止することに成功した。
パッケンシュタイン博士
声 - 北沢洋
とある山奥にあるパッケンシュタイン城に住む科学者。自身の身体を多くの実験で使ったため、最終的に脳みそと目玉だけ残ってしまった。自身の身体の一部は現在、彼の召使いとして働いているが、パックの体を手に入れた後は用済みにされてしまう。パックたちを幽霊城のパーティと偽り自分の城に誘い込み、ディナーでパックたちを眠らせた後に自身が発明した機械を使ってパックの体を手に入れることに成功した。ビトレイアスやバトックスと手を組んでいたが、彼の目的はあくまで究極の体を手に入れるためだけであり、彼らは後で始末する予定だった。隣人であるパッキュラ伯爵からは嫌われている。城の外には自分を追い出そうとする住民達が抗議して騒いでいる。ヤブ医者呼ばわりされていた。自分のことを「この世で最高の科学者」だと自慢しており、カンファランスとバトックスのことを「超二流の科学者共」と見下している。パックの体を手に入れた後、ラウンドハウスに向かい、ハロウィンパーティをめちゃくちゃにしたが、パックたちや隣人のパッキュラ伯爵の手によって阻止される。その後パックやパッキュラ伯爵は元に戻ったが、彼のみネザーワールドにあるオグルの店にいる料理用のナメクジになっていた。後にオグルによって料理された模様。
イーゴースト
声 - 長南翔太
パッケンシュタイン博士の助手であるゴースト。目は常に焦点があっていない。パックの体を手に入れたパッケンシュタイン博士に手伝いはいらないという理由で食べられた後、吐き出されて目玉だけにされてしまう。黒いローブを被っており、体色は薄い灰色。
サンタク・パック
声 - 飯塚昭三☆
メリー・ベリー・デーの日に現れるサンタクロース。毎年パックワールドにやって来て子供たちに望みのプレゼントを渡す。カンファランスとは知り合いである。魔法が使え、ネザーワールドの空気からも守ることができる。メリー・ベリー・デーが大嫌いなビトレイアスの計画によってさらわれてしまうが、絶望せずに希望を持ち続けていた。最後はパックに助けられ、無事にプレゼントを渡すことができた。ゴーストであるブリンキーたち四人組やフラッフィーにもプレゼントをくれる優しい性格。バットラーとバトックスのことを「おしり兄弟」と呼んでおり、彼らがゴーストになってもちゃんと覚えていた。彼が連れている3匹のトナカイ（声 - 濱健人、長南翔太、松田修平）（3匹のうち1匹は黄色い鼻が特徴）は角を武器にしてゴーストたちと戦うことができ、戦闘力が高い。

## 用語
世界観・場所
パックワールド
パック達が住む世界。今はゴーストに襲われない限り平和な世界だが、かつてパックワールド第1次世界大戦で壊滅的な被害を与えた。月が2つ存在する。
ネザーワールド
ビトレイアスが支配するゴーストやモンスターが住む世界。パックワールドとは秘密の入り口で繋がっている。ネザーワールドの空気は、入り込んだ者の体力を減らす（カンファランス曰く「顔が青ざめて目玉が飛び出す」）ほど悪く、パワーベリーを食べるまたはカンファランスの発明品である呼吸装置(水中メガネ型)をつけると空気に耐えられる。サンタク・パックもこちらの世界にメリー・ベリー・デーでプレゼントを運んでくるが、クライドとオグル以外のゴーストはみんな悪い子ばかり。
メイズ・ハイスクール
パック達が通う学校。ペット禁止の学生寮が存在し、パック達はここに住んでいる。
MAZE 256
メイズ・ハイスクールのすぐ近くにあるネザーワールドに繋がっている入口が存在する巨大な迷路。256という数字はアーケード版パックマンがプレイできるラウンドの限界数字から来ている。
ラウンドハウス
スフィロスの官邸。生命の樹はここで保管されている。よくビトレイアス率いるゴースト軍団などから奇襲を受ける。官邸の上部は敵襲などで取り外されることが多い。
パコポリス
パックワールドの都市。パカザウルスの骨、魔性の入れ歯が埋められていた。
パッキントーキョー
スフィロスの妹と姪のエリが住んでいる国。パコポリスから遠く離れている。輝かし日出ずる国であることから日本をモデルとしている。ゴーストはほとんど来ない為、侵略や被害を受けていない。
パックランティス
大昔に存在し、今は海底に沈んだ都市。中心部には「若返りのベリー」が生えており、このベリーを食べると若返り、ゴーストなら肉体を取り戻せる。ザックとサニーはここを訪れたことがある。
イースター・エッグ島
イースター・パックピープの住む島であり、ビトレイアスの手下のゴーストたちが閉じ込められた場所。警備は厳重であり、罠にかかるとチョコレートバニーにされてしまう。
オドの国
シリンドリア達にそっくりな住民達が住むおかしな魔法の国。パックとファズビッツはスペースワームに吸い込まれてこの世界に来た。それぞれ赤ずきん、オズの魔法使い、ヘンゼルとグレーテル、不思議の国のアリスの物語をモデルにしている。ビトレイアス達に似た最悪ゴーストが襲いに来て住民達を困らせている。緑の道を進み続けるとカンファランスに似た偉大な魔法使いオドが住む近未来的な街オドシティがある。ちなみに黄色の道はトイレである。オドシティにある迷路にはパックワールドと繋がる異次元ワープ空間があった。

アイテム
パワーベリー
ゴーストを倒すためのパワーが宿った果実。味はかなり不味いらしいが、パックにとっては大好物。その不味さからスパイラルやシリンドリアは最初はベリーを使うことを嫌っていたが、後に慣れた模様。スパイラルとシリンドリアも、パックと同じくベリーを食べてパワーアップして変身している。またベリーには副作用があり、パック以外の者が食べると体に異変が起きて何が起こるのかわからない。
生命の樹
パワーベリーが生っているパックワールドの生命の核となる大きな樹。この樹が無いとパックワールドは大変なことになる。厳重な警備と強いセキュリティーシステムによって守られている。復活マシーンと同じく隠す場所を変えている。
復活マシーン
その名の通りゴーストを復活させるマシーン。一度入って体を手に入れたら、死ぬか再びマシーンに入るかしない限りゴーストに戻れない。クライド曰く「マシーンの中は暗い」。 最初はラウンドハウスのスフィロスの部屋の中に隠されていたが、一度ビトレイアスの手下のゴーストに奪われて以来、隠す場所を変えている。
PSC / プラズマ吸引砲
カンファランスの発明品。その名の通りプラズマの力でゴーストを吸い込む武器。ゴーストを食べられないスパイラルやシリンドリアにとっては唯一の攻撃手段。充電性でバッテリーが切れると使用できない(スパイラル曰く「電動歯ブラシと同じ要領」)。
パッカチーニ
カンファランスが作ったズッキーニ型の乗り物。タイムマシンの機能も備えている。
レモンロケット
カンファランスが作ったレモン型のロケット。通常の乗り物として使える他、宇宙へ行くこともできる。
パイナップルタンク
カンファランスが作ったパイナップル型の戦車。
チェリコプター
カンファランスが作ったさくらんぼ型のヘリコプター。
パックナナ
カンファランスが作った脚がバナナのような形をした乗り物。主にカンファランスが操縦する。
スイカクルーザー
カンファランスが作ったスイカ型のクルーザー。飛行船と同じでオートクルーズ付き。

その他
パックワールド第1次世界大戦
ゴースト戦争ともいう。ティーンエージャーのパックが赤子の頃に起きたため、十数年前に起きた出来事だと思われる。パックワールドに壊滅的な被害を与えた。当時、司令官だったビトレイアスはこの戦争に敗北し、魂をネザーワールドに送られた。この戦争でパックの両親とエリの父親が行方不明になっている。
パックポン。
パックワールドのスポーツで、現実世界でいう卓球のようなもの。ラケットはデジタル式だが、昔は自分で切った木からラケットを作っていた。
バレンパックデー
男女の友人が互いにカードを渡し、その中で最も仲の良い友人とデートをする日であり、米国や欧州におけるバレンタインデーに相当する日。
パックフー
パックワールドでは古代から伝わる歴史の長い武術。この武術を極めた者には悟りが訪れるといわれている。本来は悪から身を守るために使われるための武術だったが・・・。
メリー・ベリー・デー
クリスマスに相当する日。パックにとっては両親との思い出の日で、パックワールド第1次世界大戦の最後の日にザックがビトレイアスとの戦闘で左の頬に傷を負った日。サンタク・パックが町に訪れてくる。この日にしか実らない特別なパワーベリーが生命の樹の頂上に現れる。

## スタッフ
- 原作・製作・著作 - バンダイナムコゲームス（第1話 - 第48話）→バンダイナムコエンターテインメント（第49話 - 第52話）
- ストーリー原案 - アヴィ・アラッド
- 監督 - 榊原幹典[1]
- シリーズ構成 - ショーン・キャサリン・デレク（Sean Catherine Derek）
- 音楽製作 - ランティス
- 音楽 - 高橋哲也、大西省吾、北里玲二、堀向直之、諸橋邦行、大久保晶文
- 音響監督 - 三間雅文
- エグゼクティブプロデューサー - アヴィ・アラッド、リック・アンガー（英語版）
- ファーザー・オブ・パックマン - 中村雅哉
- プロデューサー - アレクサンドラ・ブランド
- アニメーションプロデューサー - 小林雅土,  竹内 一義,  横山幸博,  青山博一
- アニメーション制作 - OLM Digital, inc.、Sprite Animation Studios

## 主題歌
「PAC THIS WORLD!!!」（日本版）
作詞・作曲・編曲 - 前山田健一 / 歌 - ヒャダイン
「Pac Is Back」（海外版）
- オープニングの映像は共に本編の一部分をつなぎ合わせたものを使用している。
- 第27話よりアニメーションが一部変更されている。

## 各話リスト
実際は米国と日本とでは一部放送の順番が異なる。本稿では日本版の放送順に記載。また、欧米版では第26話まで第1シーズン、第27話より第2シーズンに分けて放送している。第39話までは米国が先行して放送していたが、第40話より日本の先行放送となる。

### 本放送
| 話数 （日） | 話数 （米） | サブタイトル（邦題）                 | サブタイトル（英題）                             | 脚本                                            | 放送日 （米）   | 放送日 （日）  |
| ----------- | ----------- | ------------------------------------ | ------------------------------------------------ | ----------------------------------------------- | --------------- | -------------- |
| 第1話       | 第1話       | ゴーストたちがやってきた!            | The Adventure Begins, Part I                     | トム・ルーガー&ポール・ラッグ                   | 2013年 6月15日  | 2014年 4月5日  |
| 第2話       | 第2話       | 生命の樹をとりもどせ!                | The Adventure Begins, Part II                    | トム・ルーガー&ポール・ラッグ                   | 2013年 6月15日  | 4月12日        |
| 第3話       | 第3話       | おしり博士のクローン大作戦           | No Pets Allowed... Especially Monsters!, Part I  | ショーン・キャサリン・デレク                    | 6月19日         | 4月19日        |
| 第4話       | 第4話       | ペットお断り。とくにモンスターは!    | No Pets Allowed... Especially Monsters!, Part II | ショーン・キャサリン・デレク                    | 6月20日         | 4月26日        |
| 第5話       | 第5話       | 食べ放題ばんざい!                    | All You Can Eat                                  | デニス・ヘイリー&マーシー・ブラウン             | 6月21日         | 5月3日         |
| 第6話       | 第6話       | 取りつかれた大統領                   | President Possessed!                             | レン・アーレイ                                  | 6月24日         | 5月10日        |
| 第7話       | 第7話       | にきびをぶっ飛ばせ!                  | Is Zit You or Is Zit Me?                         | ケン・ポンタック                                | 6月25日         | 5月17日        |
| 第8話       | 第8話       | パック・トゥ・ザ・フューチャー       | Pac to the Future                                | グレン・レオポルド                              | 6月26日         | 5月24日        |
| 第9話       | 第9話       | パワーアップ! スキーボ               | Heebo-Skeebo                                     | ボブ・フォワード                                | 6月27日         | 5月31日        |
| 第10話      | 第10話      | 誰かぼくを止めてくれ!                | Mission ImPacable!                               | ジム・マゴン                                    | 6月28日         | 6月7日         |
| 第11話      | 第11話      | この体は誰のもの?                    | No Body Knows                                    | デニス・ヘイリー&マーシー・ブラウン             | 7月1日          | 6月14日        |
| 第12話      | 第12話      | パックの功より年の功                 | Seems Like Old Times                             | グレン・レオポルド                              | 7月2日          | 6月21日        |
| 第13話      | 第13話      | お熱いのはお好き?!                   | Betrayus Turns the Heat Up                       | マーク・ヤング                                  | 7月3日          | 6月28日        |
| 第14話      | 第14話      | パックポンで大フィーバー             | Pac-Pong Fever                                   | エリック・ショー                                | 7月5日          | 7月5日         |
| 第15話      | 第17話      | インディアナ・パックとスライムの魔宮 | Indiana Pac and the Temple of Slime              | ケン・ポンタック                                | 8月31日         | 7月12日        |
| 第16話      | 第15話      | 仮免許でGO!                          | Driver's Pac                                     | デニス・ヘイリー&マーシー・ブラウン             | 7月22日         | 7月19日        |
| 第17話      | 第16話      | 不運のくすりと魔女の結婚式           | Jinxed                                           | マイケル・マウラー                              | 7月23日         | 7月26日        |
| 第18話      | 第18話      | ゴーストロイドの大接近!              | Planet Pac                                       | ケン・ポンタック                                | 9月14日         | 8月2日         |
| 第19話      | 第19話      | 愛しのパックマン                     | Stand by Your Pac-Man                            | スティーブ・グラナート&シドン・クラーク         | 9月21日         | 8月23日        |
| 第20話      | 第20話      | パックランティス-失われたベリー      | PacLantis                                        | デニス・ヘイリー&マーシー・ブラウン             | 9月28日         | 8月30日        |
| 第21話      | 第28話      | お願い事にご用心                     | Meanie Genie                                     | ケン・ポンタック                                | 2014年 6月10日  | 9月6日         |
| 第22話      | 第21話      | パカザウルスの襲撃                   | Jurassic Pac                                     | ケン・ポンタック                                | 2013年 10月5日  | 9月13日        |
| 第23話      | 第23話      | ワカワカマシン猛レース               | The Great Chase!                                 | ジム・マゴン                                    | 10月19日        | 9月20日        |
| 第24話      | 第24話      | とんがりエイリアンの侵略             | Robo Woes                                        | ケン・ポンタック                                | 10月26日        | 9月27日        |
| 第25話      | 第25話      | 最強スパイのべとべと大作戦           | The Spy Who Slimed Me                            | デニス・ヘイリー&マーシー・ブラウン             | 11月2日         | 10月4日        |
| 第26話      | 第26話      | パックワールド大ピンチ!              | Invasion of the Pointy Heads                     | ケン・ポンタック                                | 11月9日         | 10月11日       |
| 第27話      | 第27話      | 絶叫マシーン!パクトパス              | Ride the Wild Pac-topus                          | デニス・ヘイリー&マーシー・ブラウン             | 2014年 6月9日   | 10月18日       |
| 第28話      | 第22話      | ハロウィンどたばた大騒動!            | A Berry Scary Night                              | ショーン・キャサリン・デレク&グレン・レオポルド | 2013年 10月12日 | 10月25日       |
| 第29話      | 第29話      | ねらわれた原始人                     | Cave Pac-Man                                     | ショーン・キャサリン・デレク                    | 2014年 6月11日  | 12月13日       |
| 第30話      | 第30話      | 異次元ワープの大競争                 | Cosmic Contest                                   | ケン・ポンタック                                | 6月12日         | 11月1日        |
| 第31話      | 第31話      | 天才!パック教授                      | That Smarts!                                     | ケン・ポンタック                                | 6月16日         | 11月8日        |
| 第32話      | 第32話      | 君こそスターだ!                      | Pac-Mania                                        | デニス・ヘイリー&マーシー・ブラウン             | 6月17日         | 11月15日       |
| 第33話      | 第33話      | 浦島パックとゾンビの街               | Rip Van Packle                                   | マイケル・マウラー                              | 6月23日         | 11月22日       |
| 第34話      | 第34話      | 誰でも簡単ゴースト退治?!             | Spooka-Bazooka!                                  | ジム・マゴン                                    | 6月24日         | 11月29日       |
| 第35話      | 第35話      | 燃えよパック・フー                   | The Pac Be With You                              | デニス・ヘイリー&マーシー・ブラウン             | 6月30日         | 12月6日        |
| 第36話      | 第39話      | 素敵なメリー・ベリー・デー           | Happy Holidays and a Merry Berry Day             | ケン・ポンタック&ショーン・キャサリン・デレク   | 12月2日         | 12月20日       |
| 第37話      | 第38話      | ゴースト海賊船                       | Cap'n Banshee and His Interstellar Buccaneers    | ケン・ポンタック                                | 10月16日        | 2015年 1月10日 |
| 第38話      | 第37話      | カチコチ鎧の騎士団                   | A Hard Dazed Knight                              | ジム・マゴン                                    | 10月15日        | 1月17日        |
| 第39話      | 第36話      | 名探偵 vs オオカミフット             | The Shadow of the Were-Pac                       | ケン・ポンタック                                | 10月8日         | 1月24日        |
| 第40話      | 第40話      | ダブル選挙で大忙し!                  | Peace Without Slime                              | ショーン・キャサリン・デレク                    | 2015年 5月18日  | 1月31日        |
| 第41話      | 第41話      | 影の支配者                           | The Ghost Behind the Throne                      | ケン・ポンタック                                | 5月19日         | 2月7日         |
| 第42話      | 第42話      | 怪しい転校生                         | Nerd is the Word                                 | ジム・マゴン                                    | 5月20日         | 2月14日        |
| 第43話      | 第43話      | ロボットの恋                         | The Bride of Grinder                             | ケン・ポンタック                                | 5月21日         | 2月21日        |
| 第44話      | 第45話      | イースター・エッグは復讐の味?        | Easter Egg Island                                | ケン・ポンタック                                | 5月26日         | 2月28日        |
| 第45話      | 第44話      | 恐怖の巨人伝説                       | The Legend of Creepy Hollow                      | デニス・ヘイリー＆マーシー・ブラウン            | 5月22日         | 3月7日         |
| 第46話      | 第46話      | パックとおかしな魔法の国             | The Wizard of Odd                                | デニス・ヘイリー＆マーシー・ブラウン            | 5月27日         | 3月14日        |
| 第47話      | 第47話      | インディアナ・パックと魔性の入れ歯   | Indiana Pac and the Dentures of Doom             | ケン・ポンタック                                | 5月28日         | 3月21日        |
| 第48話      | 第48話      | デジタル・パック                     | Honey, I Digitized the Pac-Man                   | マイケル・マウラー                              | 5月29日         | 3月28日        |
| 第50話      | 第49話      | 幽霊やしきの脳みそ博士               | Pac's Very Scary Halloween, Part I               | ケン・ポンタック                                | 10月26日        | 4月4日         |
| 第51話      | 第50話      | ぼくの体を返せ！                     | Pac's Very Scary Halloween, Part II              | ケン・ポンタック                                | 10月26日        | 4月11日        |
| 第52話      | 第51話      | サンタが街にやってくる               | Santa Pac                                        | デニス・ヘイリー＆マーシー・ブラウン            | 12月21日        | 4月18日        |
| 第49話      | 第52話      | 恋するパック                         | New Girl in Town                                 | デニス・ヘイリー＆マーシー・ブラウン            | 5月29日         | 4月25日        |

### 再放送
日本のみ、以下の日時で以下の回が再放送されている。
2014年
- 8月9日：第1話
- 8月16日：第2話
- 12月27日：第8話

2015年
- 1月3日：第15話
- 5月2日：第8話（2回目）
- 5月9日：第14話
- 5月16日：第19話
- 5月23日：第29話
- 5月30日：第32話
- 6月6日：第37話
- 6月13日：第43話
- 6月20日：第48話
- 6月27日：第51話

## 放送局
| 放送地域 | 放送局             | 放送期間                     | 放送日時           | 放送系列         | 備考                                                                |
| -------- | ------------------ | ---------------------------- | ------------------ | ---------------- | ------------------------------------------------------------------- |
| 東京都   | TOKYO MX           | 2014年4月5日 - 2015年6月27日 | 土曜 18:30 - 19:00 | 独立局           |                                                                     |
| 日本全域 | BS11               | 2014年4月5日 - 2015年6月27日 | 土曜 19:00 - 19:30 | BS放送           | アニメ+枠                                                           |
| 日本全域 | ディズニーXD       | 2014年4月6日 - 2015年6月28日 | 日曜 12:00 - 12:30 | アニメ専門CS放送 | リピート放送あり （デュアルステレオ（日本語版・英語版）放送を含む） |
| 日本全域 | バンダイチャンネル | 2014年4月6日 - 2015年6月28日 | 日曜 12:00 更新    | ネット配信       |                                                                     |
| 日本全域 | GYAO!              |                              | 日曜 12:00 更新    | ネット配信       |                                                                     |

## 補足
- 第5話では、金治郎像をモチーフにした銅像が登場した。後にこの銅像は中に潜んだゴーストと共にパックに食べられた。
- 第6話で、バトックスに取りつかれたスフィロス大統領が同じオー・エル・エムの作品であるポケットモンスターをモチーフにした台詞「パックマン、ゲットだぜ!」を発したことがあった（本人も、「台詞を借りて言えば〜」と語っていた）。海外版も同様。
- 第9話でオブテュース役を担当した内海は本作を日本で放送する前の2013年6月13日に既に他界しているため、本作が事実上の遺作となった。その後再登場した第40話、第41話では内海没後の収録のため手塚秀彰が後任を務めている。
- 日本語版は独自のギャグやアドリブが取り入れられている他、日本の要素もいくつか存在する。例として第5話でパックが朝食にウナギと梅干しを食べてきたという海外にはない食生活[ep 17]や、第32話で黒澤明の名前が出るなど。ただし日本でのディズニーXDでは、英語版でも聴けるようになった。
- 日本では2015年6月27日の放送をもって終了した。
- 2018年4月1日にバンダイビジュアルとランティスが合併してバンダイナムコアーツが発足したが、2022年4月1日に株式会社バンダイナムコミュージックライブに商号変更した上で、映像部門はバンダイナムコフィルムワークスに分割したため[32][33][34]、『パックワールド』は引き続きナムコ系列の作品を取り扱うことになった。

## ソフト化
バンダイビジュアルから日本語版のみのレンタル専用としてDVDが2014年12月25日から順次発売された。TSUTAYAでは同年6月20日から先行レンタル。
『てれびげーむマガジン』2014 July特別付録「マリオのゲームゲキスゴDVD」にも第1話のみ収録されている。

## ゲーム
アニメを原作とした、バンダイナムコゲームス発売のアクションゲーム。どちらも英語音声。日本版ではパッケージ販売されている3DS版を除いてダウンロード販売専用だが、海外版ではパッケージ販売されている。
『パックワールド』（ニンテンドー3DS、PlayStation 3、Wii U）
3DS版のみ横スクロールアクションゲーム。日本では2014年6月19日にニンテンドー3DS版、2014年6月25日にPS3、Wii U版がそれぞれ発売された。
北米では『PAC-MAN and the Ghostly Adventures』のタイトルで発売され、こちらのみXbox 360版もリリースされている。
『パックワールド2』（ニンテンドー3DS、PlayStation 3、Wii U、Xbox 360）
日本では2014年12月4日にニンテンドー3DS版、2014年12月10日にPS3、Wii U、Xbox 360版がそれぞれ発売された。
北米では『PAC-MAN and the Ghostly Adventures 2』のタイトルで発売。

## 参照話数
1. 1 2 3 4  第14話。
2. 1 2 3 4 5  第35話。
3. 1 2 3  第24話。
4. ↑  第8話。
5. 1 2 3 4  第19話。
6. ↑  第1話。
7. 1 2 3 4  第40話。
8. ↑  第44話。
9. 1 2  第33話。
10. ↑  第12話。
11. 1 2  第6話。
12. 1 2 3  第41話。
13. ↑  第31話。
14. 1 2 3  第13話。
15. 1 2  第26話。
16. ↑  第28話。
17. ↑  第5話。